# Turbinellina
Turbinellina nigra es una especie de araña araneomorfa de la familia Linyphiidae. Es el único miembro del género monotípico Turbinellina.

## Distribución
Se encuentra en Chile y Argentina.